# Koundara (prefectuur)
Koundara is een prefectuur in de regio Boké van Guinee. De hoofdstad is Koundara. De prefectuur heeft een oppervlakte van 5.300 km² en heeft 129.974 inwoners.
De prefectuur ligt in het noordwesten van het land in het hoogland van Fouta Djalon, grenzend aan Guinee-Bissau en Senegal.

## Subprefecturen
De prefectuur is administratief verdeeld in 7 sub-prefecturen:

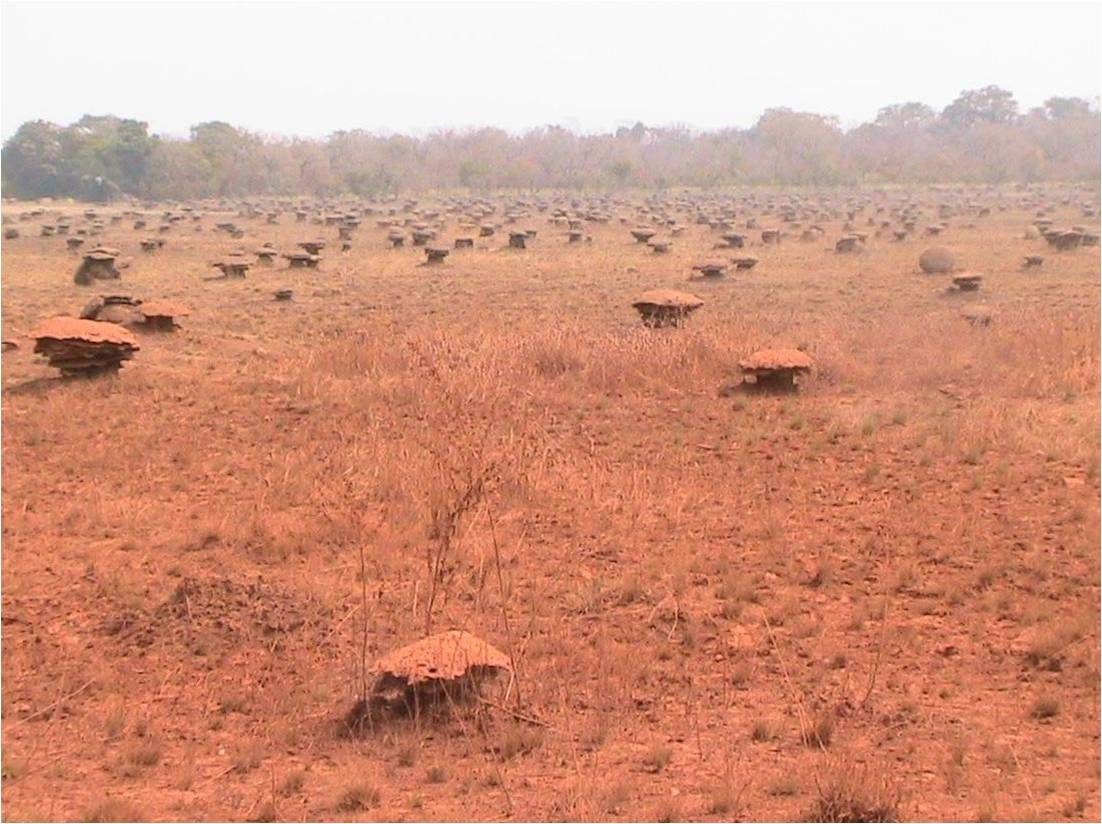
Landschap in Koundara

1. Koundara-Centre
2. Guingan
3. Kamaby
4. Sambailo
5. Saréboido
6. Termesse
7. Youkounkoun